# 聖安娜維斯塔
聖安娜維斯塔（西班牙語：Santa Ana Huista），是危地馬拉的城鎮，位於該國西北部，由韋韋特南戈省負責管轄，面積145平方公里，海拔高度966米，2002年人口7,368，人口密度每平方公里50.81人。
15°41′N 91°49′W / 15.683°N 91.817°W